# فردا در نبرد به من بیندیش
فردا در نبرد به من بیندیش (انگلیسی: Tomorrow in the Battle Think on Me) عنوان کتابی است از خاویر ماریاس رمان‌نویس و مترجم اسپانیایی که نخستین مرتبه در سال ۱۹۹۴ به چاپ رسید. ترجمه انگلیسی این اثر نیز در سال ۱۹۹۶ و توسط مارگارت جول کوستا و نشر هارویل پرس، بنگاه منتسب و وابسته به راندوم هاوس صورت پذیرفت. عنوان کتاب از سکانس سوم نمایشنامه ریچارد سوم اثر ویلیام شکسپیر توسط نویسنده به عاریت گرفته شده‌است.

## ترجمه فارسی
این کتاب در ایران تحت عنوان فردا در نبرد به من بیندیش توسط نشر کتاب کوله‌پشتی و به ترجمه رویا بشنام، به فارسی ترجمه شده‌است.